# Peakhurst, New South Wales
Peakhurst este o suburbie în Sydney, Australia.